# 약탈자들
"약탈자들"은 2009년에 개봉한 대한민국의 영화이다.

## 캐스팅
- 김태훈 : 상태 역
- 박병은 : 병태 역
- 염지윤 : 은영 역
- 이희준 : 성익 역
- 조영규 : 정훈 역
- 신소율 : 민정 역
- 이제훈 : 어린 상태 역
- 민세연 : 어린 은영 역
- 정인기 : 택시기사 역
- 윤동환 : 달인 역
- 조영규 : 상동 역
- 맹봉학 : 토박이 역
- 나홍진 : 등산객 역
- 배상돈 : 김 교수 역
- 김꽃비 : 과수원 아가씨 역